# Gerald Nutz
Gerald Nutz (* 25. Jänner 1994 in Judenburg) ist ein österreichischer Fußballspieler.

## Karriere
Nutz begann seine Karriere beim FSC Pöls. 2008 ging er in die AKA Kapfenberg. 2010 spielte er erstmals für die Regionalligamannschaft und 2011 für die dritte Mannschaft, den ASC Rapid Kapfenberg. Sein Profidebüt gab er am 9. Spieltag 2013/14 gegen den FC Liefering.
Zur Saison 2016/17 wechselte er zum Bundesligisten Wolfsberger AC, bei dem er einen bis Juni 2018 gültigen Vertrag erhielt. Zur Saison 2019/20 wechselte er zum Zweitligisten Grazer AK. In drei Spielzeiten kam er zu 71 Einsätzen für den GAK in der 2. Liga. Nach der Saison 2021/22 verließ er den Verein und schloss sich dem Ligakonkurrenten SV Lafnitz an. Für Lafnitz absolvierte er 27 Zweitligapartien.
Zur Saison 2023/24 wechselte Nutz zum sechstklassigen SV Feldbach.

## Persönliches
Sein Bruder ist der Fußballspieler Stefan Nutz.